# Oleksandr Soeroetkovytsj
Oleksandr Soeroetkovytsj (Oekraïens: Олександр Суруткович) (Odessa, 8 januari 1984) is een Oekraïens voormalig wielrenner die in 2016 enkele maanden reed voor Qinghai Tianyoude Cycling Team.

## Carrière
Soeroetkovytsj reed enkele jaren onder Azerbeidzjaanse licentie, het land waar hij woonde, en werd in 2012 Azerbeidzjaans kampioen op de weg. De UCI bepaalde hierna echter dat hij voor Oekraïne uit moest komen. Nadien won Soeroetkovytsj enkel het bergklassement in de Ronde van Azerbeidzjan van 2015. Hij eindigde in dit klassement met 15 punten, de eerste renner na hem was Primož Roglič die 11 punten had verzameld.

## Belangrijkste overwinningen
2006
 Oekraïens kampioen tijdrijden, Beloften
2010
3e en 4e etappe Kerman Tour
2012
 Azerbeidzjaans kampioen op de weg, Elite
2015
Bergklassement Ronde van Azerbeidzjan

## Ploegen
- 2008 –  Team Type 1 (vanaf 1-8)
- 2012 –  Team Specialized Concept Store
- 2013 –  Synergy Baku Cycling Project
- 2014 –  Synergy Baku Cycling Project
- 2015 –  Synergy Baku Cycling Project
- 2016 –  Synergy Baku Cycling Project (tot 30-6)
- 2016 –  Qinghai Tianyoude Cycling Team (vanaf 1-7)

Cəbrayılov · Clarke · Craven · Ebsen · Huseby · İsgəndərov · İsmayılov · Əsədov · Lane · Manan · McConvey · Mustafayev · Nağıyev · Pozdnijakov · Rogers · Schweizer · Soeroetkovytsj · Hüseynzadə (stagiair)
Asanov · Averin · Brammeier · Cəbrayılov · Davison · Eibegger · İlyasov · İsgəndərov · İsmayılov · Ələkbərov · Əsədov · Klemme · Lane · Lavery · McConvey · C. Schweizer · M. Schweizer · Sokol · Soeroetkovytsj · Walker
Asanov · Averin · Jabrayilov · Eibegger · Ilyasov · Isgenderov · İsmayılov · Əlizadə · Asadov · Mugerli · Pliușchin · Soeroetkovytsj · Tamouridis · van Winden
Asanov · Averin · Cəbrayılov · İlyasov · Əlizadə · Əsədov · Kvasina · Qəhrəmanlı · Məmmədov · Mugerli · Pozdnijakov · Rumac · Soeroetkovytsj · Tamouridis